# Bass reflex

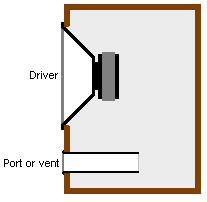
Esquema DE caixa de bass reflex (secció transversal).

Un sistema de reflex de baix (també conegut com a caixa de ventilació o port reflex) és un tipus de caixa d'altaveus que utilitza un port (forat) o una ventilació tallada a l'armari i una secció de tub o canonada fixada al port. Aquest port permet que el so de la part posterior del diafragma augmenti l'eficiència del sistema a freqüències baixes en comparació amb un altaveu típic de caixa tancada o tancada o un muntatge de deflector infinit.
Un port reflex és la característica distintiva d'aquest tipus de caixa popular. L'enfocament del disseny millora la reproducció de les freqüències més baixes generades pel woofer o subwoofer. El port consisteix generalment en un o més tubs o canonades muntats a la cara frontal (deflector) o posterior del recinte. Depenent de la relació exacta entre els paràmetres del controlador, el volum del caixa (i el farcit si n'hi ha) i la secció transversal i la longitud del tub, l'eficiència es pot millorar substancialment respecte al rendiment d'un recinte de caixa segellada de mida similar.

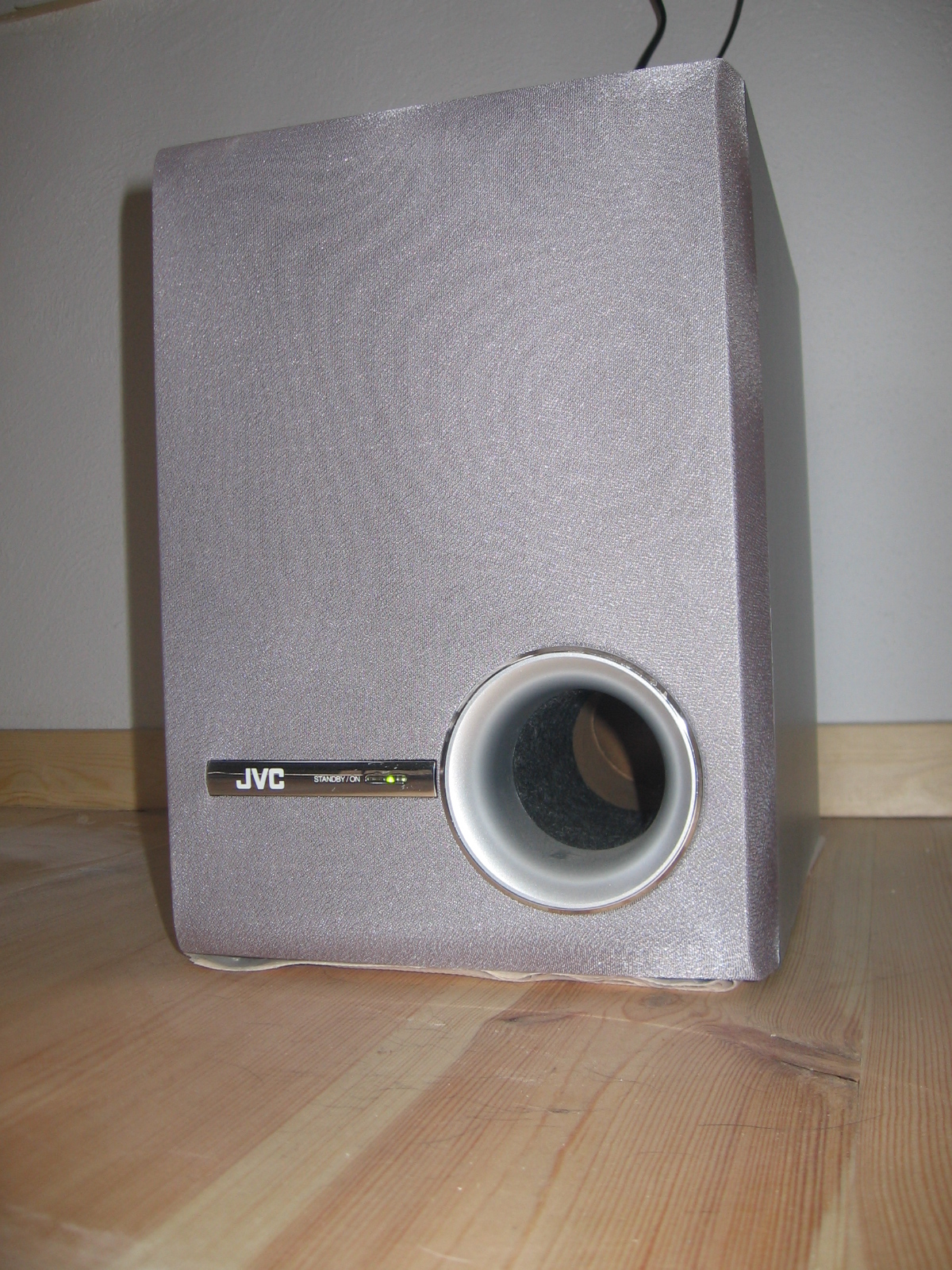
Un petit altaveu JVC amb un port.

## Explicació
A diferència dels altaveus de caixa tancada, que són gairebé hermètics, un sistema de reflex de baix té una obertura anomenada port o ventilació tallada a l'armari, que consisteix generalment en una canonada o conducte (normalment de secció transversal circular o rectangular). La massa d'aire d'aquesta obertura ressona amb la "floralitat" de l'aire dins del recinte exactament de la mateixa manera que l'aire d'una ampolla ressona quan un corrent d'aire es dirigeix a través de l'obertura. Una altra metàfora que s'utilitza sovint és pensar en l'aire com una molla o una goma elàstica. La freqüència a la qual ressona el sistema de caixa/port, coneguda com a ressonància de Helmholtz, depèn de la longitud efectiva i l'àrea de la secció transversal del conducte, el volum intern del recinte i la velocitat del so a l'aire. En els primers anys dels altaveus portats, els dissenyadors d'altaveus van haver de fer una àmplia experimentació per determinar el diàmetre ideal del port i la longitud del tub o canonada del port; tanmateix, més recentment, hi ha nombroses taules i programes informàtics que calculen, per a una mida determinada d'armari, quina mida hauria de ser el port i quant de llarg hauria de ser el tub. Fins i tot amb aquests programes, però, encara cal experimentar amb prototips per determinar si el recinte sona bé.

caixa de radiador passiu amb radiador passiu de muntatge frontal; També s'utilitza el muntatge posterior o lateral.

Si aquesta ressonància de la elasticitat de la massa d'aire/caixa de ventilació s'escull de manera que es trobi més baixa en freqüència que la freqüència de ressonància natural del controlador de baix, es produeix un fenomen interessant: l'ona inversa de l'emissió de so del controlador de baix s'inverteix en polaritat per al rang de freqüències. entre les dues ressonàncies. Atès que l'ona inversa ja està en polaritat oposada a l'ona frontal, aquesta inversió posa les dues emissions en fase (tot i que l'emissió de ventilació està retardada en un període d'ona) i, per tant, es reforcen mútuament. Això té el propòsit útil de produir una sortida més alta (per a qualsevol excursió del conductor en comparació amb una caixa tancada) o, per contra, una sortida similar amb una excursió més petita (la qual cosa significa menys distorsió del conductor). La penalització en què s'ha incorregut per aquest reforç és el desgast del temps: en essència, la ressonància de ventilació augmenta la sortida del controlador principal imposant-hi una "cua ressonant". Per a freqüències per sobre de la ressonància natural del controlador, l'alineació reflexa no té cap influència. Per a freqüències per sota de la ressonància de ventilació, no s'aconsegueix la inversió de polaritat i es produeix la cancel·lació de l'ona inversa. A més, el conductor es comporta com si estigués suspès a l'aire lliure, ja que no hi ha elasticitat de la caixa.
Quan els altaveus estan dissenyats per a ús domèstic o per a configuracions d'actuació en directe d'alt volum (p. ex., amb gabinets d'altaveus d'amplificador de greus i altaveus i subwoofers del sistema PA), els fabricants solen tenir en compte els avantatges de la portabilitat (augment de la resposta dels baixos, menor resposta dels baixos, millora de l'eficiència) per compensar els inconvenients (soroll del port, problemes de ressonància). El disseny és popular entre consumidors i fabricants (els gabinets d'altaveus poden ser més petits i lleugers, per obtenir un rendiment més o menys equivalent), però l'augment de la sortida de greus requereix una estreta concordança del controlador, la carcassa i el port. Els dissenys reflex que no s'ajusten bé poden tenir característiques o inconvenients desafortunats, de vegades no aptes per a configuracions que requereixen una gran precisió i neutralitat del so, per exemple, altaveus de monitor d'estudi per a enginyers d'àudio en instal·lacions de monitorització, estudis de gravació, etc. No obstant això, és possible dissenyar un baix. sistema reflex que majoritàriament supera aquests inconvenients; i els dissenys bass reflex de qualitat es troben habitualment en entorns exigents de tot el món.

## Avantatges

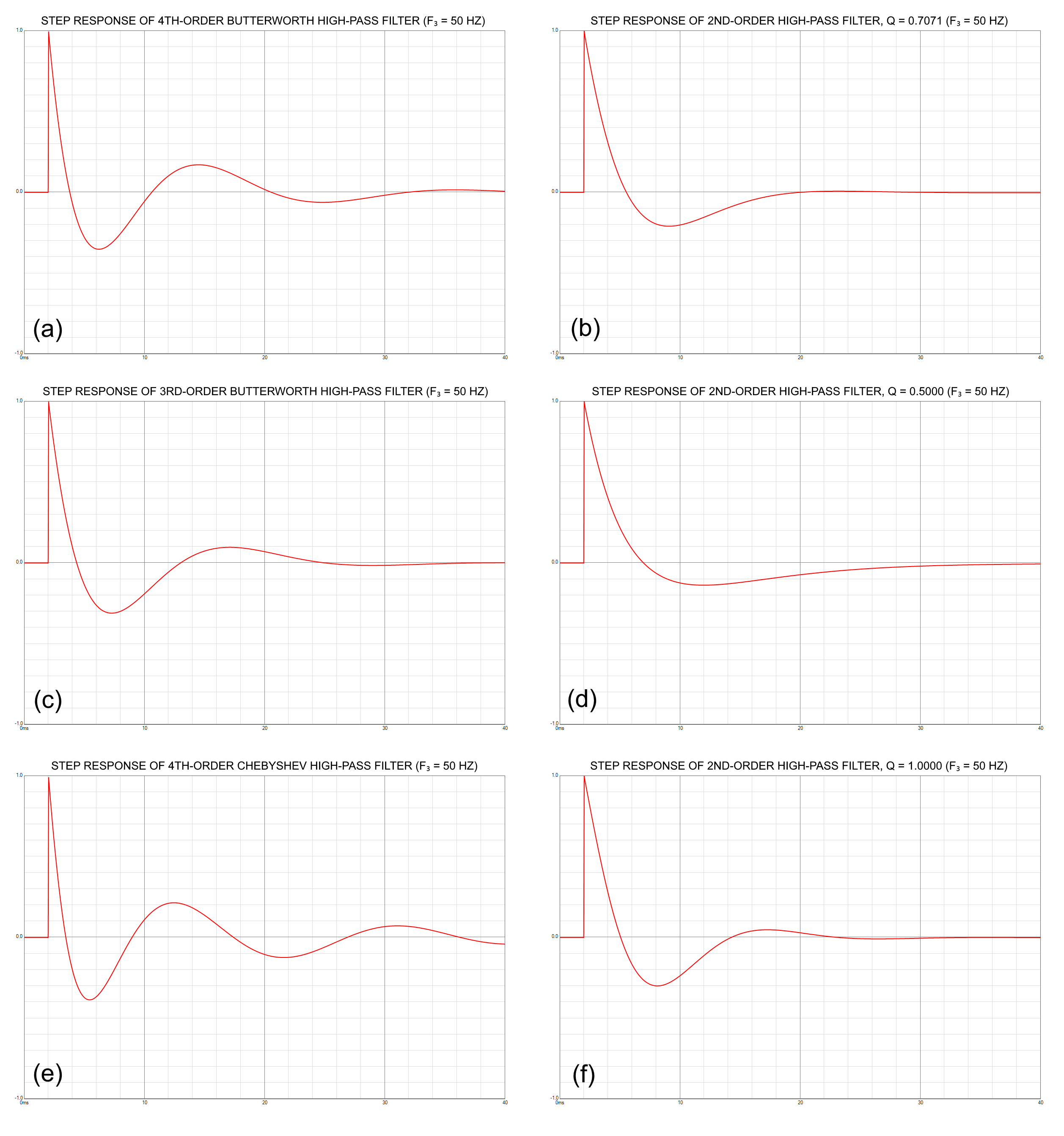
Respostes pas a pas de diverses funcions de filtre de pas alt, cadascuna amb un -3 Freqüència de tall dB igual a 50 Hz. La resposta de pas d'una alineació de baixa freqüència de caixa ventilada estàndard B4 es mostra a (a), mentre que la d'una alineació de baixa freqüència de caixa tancada estàndard B2 (Q = 0,7071) es mostra a (b).

Novak va concloure que un recinte bass reflex pot tenir una sortida acústica més gran per a una quantitat determinada de distorsió, una intermodulació harmònica total més baixa i una distorsió transitòria que una caixa completament tancada de mida similar. Aquest sistema de ressonància augmenta la resposta dels baixos del controlador i, si es dissenya correctament, pot ampliar la resposta de freqüència de la combinació de controlador/caixa per sota del rang que el controlador reproduiria en una caixa segellada de mida similar. La ressonància del recinte té un avantatge secundari, ja que limita el moviment del con en una banda de freqüències centrades al voltant de la freqüència d'afinació, reduint la distorsió en aquest rang de freqüències. Els sistemes d'armaris portats són més barats que un altaveu de radiador passiu amb el mateix rendiment; mentre que un sistema de radiador passiu requereix un o dos altaveus de "con drone", un sistema portat només requereix un forat o port i una longitud o tub.

## Limitacions
En comparació amb els altaveus de caixa tancada, els gabinets de reflex de baix tenen una resposta transitòria més pobra, el que resulta en temps de decadència més llargs associats a les notes baixes. Alguns exemples de respostes de pas per a diverses funcions de filtre de pas alt es mostren a la figura corresponent, on cada filtre té un -3 idèntic. Freqüència de tall de 50 dB Hz. En aquesta figura, (a) representa la resposta de pas d'una alineació de caixa ventilada B4 convencional, mentre que (b) representa la resposta de pas d'una alineació de caixa tancada B2 amb Q = 0,7071. La resposta transitòria d'un altaveu de caixa ventilada es pot millorar escollint una alineació QB3 similar a (c), que resulta en una resposta transitòria més ben amortida que la produïda per l'alineació B4. Tanmateix, una alineació de caixa ventilada C4 similar a (e) dona lloc a una resposta transitòria menys esmorteïda.